# Nicolae Balotă
Nicolae Balotă (n. 26 ianuarie 1925, Cluj – d. 20 august 2014, Nice) a fost un eseist, critic, istoric și teoretician literar român.

## Biografie

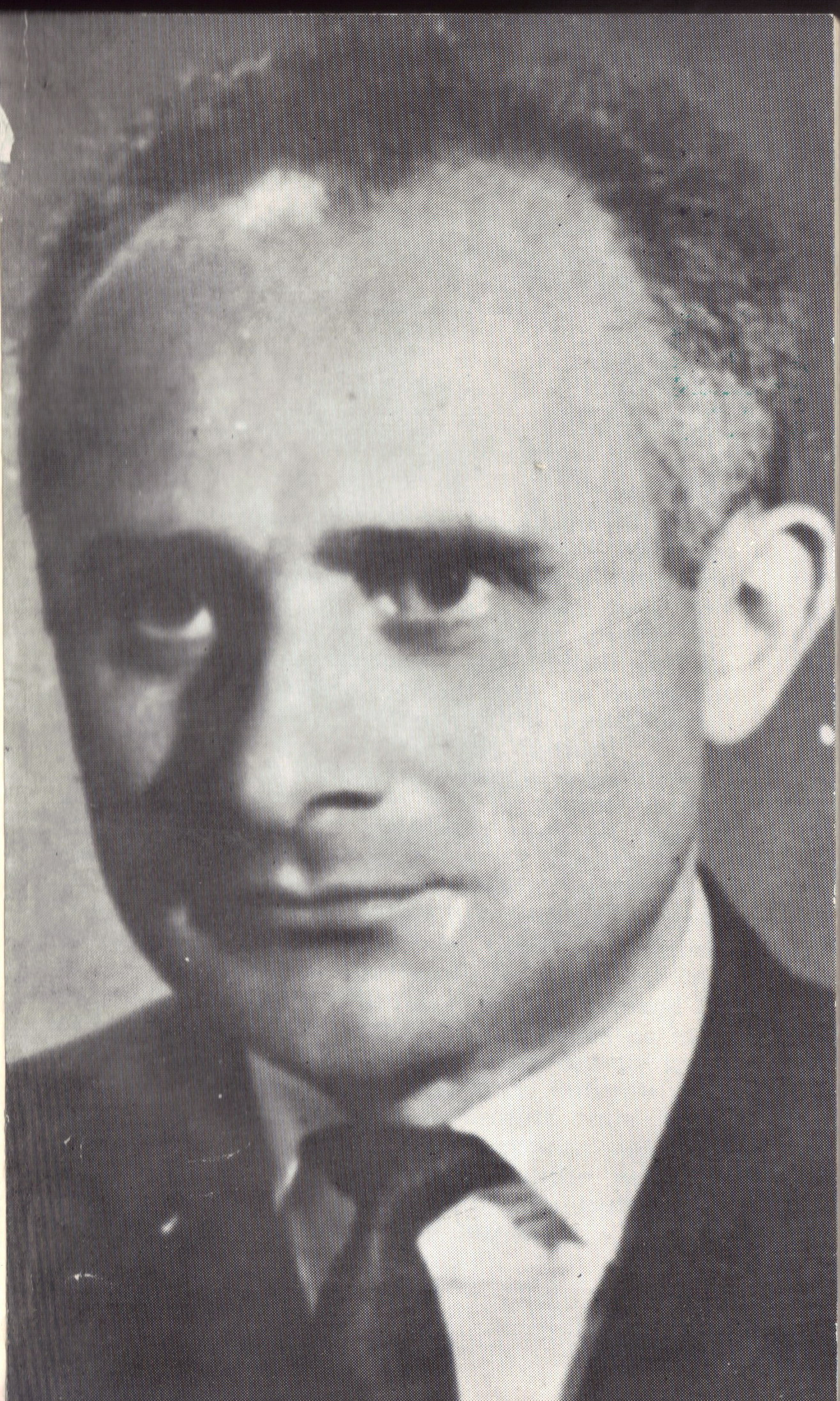
Nicolae Balotă. Fotografie publicată în 1981.

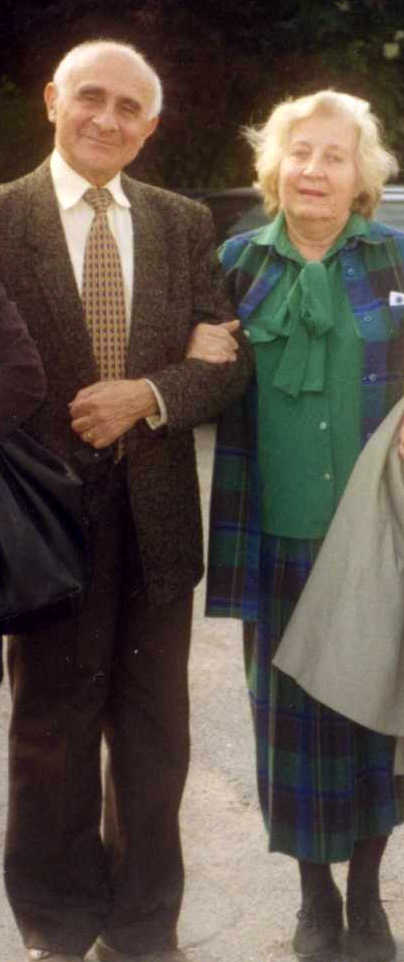
Nicolae și Bianca Balotă, 1999

S-a născut ca fiu al lui Gheorghe Balotă, avocat, originar din Banat, și al Adelinei (n. Dragoman). Urmează Liceul „Gheorghe Barițiu” din Cluj (1935-1940) și Liceul „Gheorghe Lazăr” din Sibiu (1941-1943). Licențiat al Facultății de Litere și Filosofie a Universității din Cluj (1947). Doctorat în literatură universală și comparată la Universitatea clujeană, sub conducerea lui Liviu Rusu, cu o teză despre literatura absurdului. Teza va fi publicată sub titlul Lupta cu absurdul (1971). În perioada studenției debutează publicistic în ziarul național-țărănist România nouă (septembrie 1944) unde lucrează și ca redactor.
Devine asistent universitar la Facultatea de Litere și Filosofie din Cluj (1946-1949), apoi cercetător la Filiala din Cluj a Academiei Române (1950-1954).
Prima oară este arestat în 1948, pe când era proaspăt asistent. Nicolae Balotă a fost judecat și condamnat pentru deținere și răspândire de material subversiv descoperit în urma unei percheziții la domiciliu, care consta din cărțile de literatură, istorie, filosofie și politică din biblioteca proprie. Eliberat din închisoare în 1949, el este demis din funcția didactică de la universitate, ca fost deținut politic. După 5 ani de șomaj, cu angajări temporare (între care, câteva săptămâni, învățător la un preventoriu TBC pentru copii), este din nou arestat în noaptea de 2 spre 3 ianuarie 1956 din cauza scrierii unui memoriu cuprinzând un rechizitoriu al încălcării libertăților democratice și religioase de către regimul comunist. Memoriul a fost elaborat de N. Balotă, împreună cu frații Matei, Ioan și Elena Boilă, nepoții lui Iuliu Maniu. Deși patru exemplare ale memoriului au fost distruse, o copie ajunge la Securitate, în urma trădării și denunțării autorilor de către un apropiat. Urmează 7 ani de detenție la Jilava, Făgăraș, Gherla, Pitești, Dej, precum și doi de domiciliu obligatoriu la Lățești. Este eliberat în 1963 în schimbul unui acord de colaborare ca agent informator al Securității. Timp de 24 de ani, pânǎ la plecarea din țarǎ ca refugiat politic, va colabora în mod asiduu cu Securitatea semnînd, sub numele conspirativ de "Someșan", rapoarte în care își denunța camarazii de la cercul Cibinium.
După eliberare, este redactor la revista „Familia” din Oradea, apoi cercetător la Institutul de Istorie și Teorie Literară „G. Călinescu” din București. În perioada 1969-1971 predă cursuri de literatură universală și comparată la Universitatea din București, ca  suplinitor al lui Sorin Alexandrescu. În 1979, devine profesor invitat al Universității „Ludwig-Maximilian” din München, unde predă cursuri de literatură română și comparată. Stabilit la Franța, în 1981, predă literatură comparată la Universitatea „François Rabelais” din Tours și la Universitatea din Le Mans (Franța). Concomitent, lucrează și la Radio „Europa Liberă” unde, între altele, potrivit unor comentatori tendențioși, Securitatea i-ar fi încredințat misiunea de a interveni pe lângă Monica Lovinescu, Virgil Ierunca, Neculai Constantin Munteanu și ceilalți pentru a-i determina să-și atenueze discursul care să devină mai puțin critic la adresa realităților românești. Solicită și obține în 1987 azil politic în Franța. În 1990, devine cetățean francez. Revine periodic în România, susținând cursuri de literatură comparată în calitate de profesor invitat la universitățile din Cluj și București. În 2003, Universitatea „Babeș-Bolyai” din Cluj îi conferă titlul de Doctor honoris causa. De asemenea este distins cu acest titlu de universitățile din Sibiu (2003) și Baia Mare (2006). În ultimii ani a trăit la Nice. A fost căsătorit cu prozatoarea Bianca Balotă (1936-2005).
Colaborarea cu Securitatea
Extras din articolul Cei mai scârboși informatori,  autor Neculai Constantin Munteanu ...https://moldova.europalibera.org/a/24371297.html
,,Nicolae Balotă. Navetist pe ruta București - München - Paris și retur, timp de mai bine de șapte ani, a fost unul dintre cei mai prețioși informatori ai Securității în dosarul „Melița și Eterul”, dedicat postului de radio Europa Liberă și oamenilor ei. Atât de prețios încât, mult după căderea comunismului, securistul Victor Achim se îngrijea de onoarea de mult pierdută a informatorului „Someșan”. I-a cerut lui Mihai Pelin, care a publicat documente din dosarul „Melița și Eterul”, să nu scape detalii care ar duce la deconspirarea lui. Era o personalitate de vază a breselei scriitorilor, cărturar distins, cu un trecut mai Însă paza bună n-a trecut primejdia rea. Adnotarea unui securist pe marginea unui plan de măsuri cu propuneri de compromitere a redactorilor Europei Libere, întocmit după o vizită a lui „Someșan” la Direcția I, a deschis pista cea bună. Un maior sugera superiorilor „ca Securitatea să fie mai atentă în ceea ce privea lectorii trimiși la diverse universități din străinătate”.
Someșan-Nicolae Balotă, a venit în Occident ca profesor invitat la Universitatea din München. S-a apropiat de repede oamenii Europei Libere. De la Noel Benard, la Monica Lovinescu, peste tot a fost bine primit. Avea o carte de vizită impresionantă. Fost deținut politic, șapte ani de pușcărie, doi de domiciliu obligatoriu în Bărăgan, fără momente știute de slăbiciune sau lașitate. Dar, la eliberarea din 1963, a semnat un angajament pe care l-a respectat până la căderea comunismului, cu un exces de zel stupefiat, chiar și atunci când nu mai era sub controlul securității. Ceva mai târziu a venit confirmarea de la CNSAS. Mariana Sipoș, care s-a ocupat de cazul Caraion, a obținut, în numele familiei poetului, deconspirarea informatorului Someșan. Nicolae Balotă n-a fost doar trimisul special al Securității în exil. Fusese și în țară un turnător destonic.
Cât a fost cadru didactic în Germania și în Franța avea intrare nu numai la conducerea departamentului românesc al Europei Libere, dar și la Monica Lovinescu și Virgil Ierunca și, prin ei, și la alți membri importanți ai diasporei anticomuniste, inclusiv la Mircea Eliade, Emil Cioran și Eugen Ionescu. Fiecare vizită în România era precedată de un popas la Europa liberă. Nicolae Stroescu-Stânișoară, director asistent al secției române și prieten intim, îi oferea, fără să vrea, informațiile cu care Nicolae Balotă contribuia la literatura de sertar a Securității. A a primit și sarcini precise, cum ar fi trimiterea unor scrisori de temperare lui Eugen Ionescu sau „adâncirea unor disensiuni și contradicții de concepție existente între Nicolae Stroescu și soții Ierunca”.
În 1987 a obținut azil politic în Franța. A început să vorbească la Europa Liberă în nume propriu, până atunci o făcuse anonim, pe dolari buni, alăturîndu-se fără jenă celor despre care relatase Securității că depind de „diverse servici de spionaj”. După 1989, prin bunăvoința amicului și binefacătorului Nicolae Stroescu-Stânișoară, exploatat informativ în folosul Securității, a fost și angajatul Europei Libere. N-avea nimic de spus. Îi mai lipsea un pumn de dolari la pensie!
L-am avut și coleg. Era de o politițe unduitoare, excesivă, dornic să făcă impresie bună, oriunde și oricui. Pe culoarele Europei Libere nu mergea. Zâmbînd în dreapta și în stânga, se lichefia, se scurgea. Avea, credea Adrian Marino, o onctuzitate „papal-ecleziastică”. E o licență poetică. Cuvântul mai exact, și poate mai brutal, este „unsuros”.
Știe că are dosar de informator. L-a citit. Redempțiunea nu pare a-l ispiti, deși afișează convingeri religioase profunde. De dosar știu și colegii lui, scriitorii. Spre deosebire de alte cazuri, Nicolae Balotă este tratat cu suspectă milă creștinească. A fost deținut politic și nu putem judeca! E un argument ce trebuie luat în seamă, deși e jignitor pentru deținuții politici care n-au semnat pactul cu diavolul sau au făcut-o în limite decente. Oricum, scuza ar fi valabilă pentru toți deținuții politici deveniți liberi într-o pușcărie mai mare, dar aflați mereu sub presiunea și controlul Securității. Nu și pentru cel care a continuat să slujească Securitatea și atunci când era un om liber! Liber să aleagă, Balotă - Someșan a ales Securitatea. Și a slujit-o cu un zel care aduce a perversă voluptate. Iar în cazuri similare moralistul Nicolae Balotă a fost necruțător cu „infamia delatorilor”.

Da, dar „opera salvează omul”, li se răspunde celor care arată cu degetul spre jalnica slăbiciune a omului. Dorin Tudoran, și el victimă a delațiunilor „someșene”, crede că opera salvează doar opera. „Omul nu poate fi salvat decât de om. Ca oameni, suntem exact ce și cum alegem să fim”. Dar în România, ca și în vizuina luminată din sudul Franței, asta sună deja a predică în pustiu.presus de orice bănuială! ,,

## Activitatea publicistică

### Cariera literară
A debutat jurnalistic în ziarul „România nouă” de la Sibiu (director Zaharia Boilă), în septembrie 1944, iar cu critică literară în „Revista Cercului Literar” de la Sibiu, nr. 1, din ianuarie 1945, el făcând parte din această grupare. După o perioadă forțată de tăcere, reîncepe să publice, din 1965, în reviste. Începând din 1969, îi apar numeroase volume, majoritatea elaborate sau proiectate înainte de detenția sa. În 1994, îi apare volumul Parisul e o carte (Ed. Fundației Culturale Române), iar în 1998 Caietul albastru, un monumental eseu memorialistic și un jurnal intim, în fapt o amplă biografie spirituală a unuia din cei mai mari cărturari români ai secolului ce s-a încheiat. Apariția ediției a doua din Euphorion (la 30 de ani de la prima ediție) coincide, în 1999, cu aniversarea vârstei de 75 de ani. Este sărbătorit și i se consacră o solemnitate la Uniunea Scriitorilor. Impresionantul Caiet albastru, o biografie spirituală și colecție saint-simoniană de portrete ale contemporanilor săi, se citește ca romanul pasionant al unui destin și, parțial, ca o mărturie asupra epocii pe care a străbătut-o, una dintre cele mai complexe apărute după 1990.

### Volume publicate
- Din spuma mărilor, București, 1946. (publicația de debut)
- Euphorion: eseuri, 1969, reeditat în 1999 și în 2024
- Labirintul, 1970
- Urmuz, 1970, Ed. Dacia, București;  reeditat în 1997 și în 2024
- Despre pasiuni, București, Albatros, 1971
- Lupta cu absurdul, 1971, reeditat în 2000]
- Umanități, 1973
- De la Ion la Ioanide. Prozatori ai secolului XX, București, Editura Eminescu 1974, reeditat în 1997
- Introducere în opera lui Al. Phillipide, 1974, reeditat în 1999
- Iacob Burkhardt, un umanist modern, 1974
- Universul prozei, 1976
- Arte poetice ale secolului XX, 1976
- Universul prozei, 1976
- Arta lecturii, București, Cartea Românească, 1978
- Opera lui Tudor Arghezi, 1979, reeditat în 1997
- Etosul creației și imperativele etice ale criticii, București, Editura Academiei, 1979
- Scriitori maghiari din România, 1981, ediția în limba maghiară, 2007
- Mapamond literar, 1983
- Parisul e o carte, 1994
- Calea, adevărul și viața. Meditații religioase, București, Editura Eminescu, 1995, reeditat în 1999
- Romanul românesc în secolul XX,, 1997
- Arte poetice ale secolului XX. Ipostaze românești și străine, 1997
- Caietul albastru, (2 vol.), București, Ideea Europeană, 2007 [9]
- Eminescu - poet al inițierii în poezie, 2000
- Literatura franceză de la Villon la zilele noastre, 2001, reeditat în 2008
- Literatura germană de la Sturm-und-Drang la zilele noastre, 2002, reeditat în 2007
- De la Homer la Joyce, eseuri, București, Ideea Europeană, 2007
- Abisul luminat, Cartea Românească, București, 2018

### Traduceri
- J. Burckhardt, Arta Renașterii, I-II, București, 1969 (în colab.).
- Marguerite Yourcenar, Piatra filosofală, București, 1999.
- J. Burckhardt, Cultura Renașterii în Italia, București, Minerva, 2000 (în colab.).

## Premii
- Premiul „B.P. Hasdeu” al Academiei Române (1971)
- Premiul Uniunii Scriitorilor din România (1974)
- Premiul Național pentru literatură (1999)